# Froot Loops
Froot Loops é uma marca de cereal matinal adoçado com sabor de frutas, produzido pela Kellogg's, e vendido em muitos países. O cereal tem a forma de pequenos anéis (daí "loops") e possui uma variedade de cores e uma mistura de sabores de frutas (daí "froot", uma cacografia de fruit/fruta). No entanto, o cereal não é feito de frutas reais e todos eles têm o mesmo sabor. Kellogg's introduziu o Froot Loops em 1963. Originalmente, havia apenas cereais vermelhos, laranja e amarelos, mas verdes, azuis e roxos foram adicionados durante a década de 1990. Embora o marketing da Kellogg's tenha enganosamente vendido a ideia de que cada cor de loop individual era um sabor diferente, a Kellogg's reconheceu que todos compartilham o mesmo sabor de mistura de frutas.
No Brasil, a marca é comumente vendida juntamente ao Sucrilhos, embora seja menos comum de se encontrar que o cereal do tigre. Costumava ser também vendida em barra por pouco tempo.
Tem como mascote o tucano Sam, um tucano colorido cuja cada cor corresponde as cores presentes de cada cereal.